# Uwe Tellkamp
Uwe Tellkamp  (n. 28 octombrie 1968, Dresda, RDG) este un medic și scriitor contemporan de limbă germană din Germania. Cel mai cunoscut roman al său, Der Turm/Turnul, a fost publicat de Suhrkamp Verlag.

## Opere
- Der Hecht, die Träume und das Portugiesische Café. Roman. Editura Faber & Faber, Leipzig 2000, ISBN 3-86730-101-8.
- Der Eisvogel. Editura Rowohlt, Berlin 2005, ISBN 3-87134-522-9.
- Der Turm. Geschichte aus einem versunkenen Land. Editura Suhrkamp. Frankfurt am Main 2008, ISBN
- Die Schwebebahn: Dresdner Erkundungen. Editura Insel Verlag, Berlin 2010, ISBN 978-3-458-17489-9.
- Die Carus-Sachen. Editura Eichthal, Eckernförde 2017, ISBN 978-3-9817066-3-5.
- Das Atelier. Erzählung. Editura BuchHaus Loschwitz, Dresden 2020, ISBN 978-3982013183
- Der Schlaf in den Uhren. Editura Suhrkamp, Berlin 2022, ISBN 978-3518431009

## Distincții
- 2004 Premiul Ingeborg Bachmann
- 2008 Premiul german al cărții (Deutscher Buchpreis)